# SQLJ
SQLJ ist ein mittlerweile veralteter Arbeitstitel für Bestrebungen, Java und SQL zusammenzuführen. SQLJ Teil 0 definiert die Möglichkeit, SQL Statements in Java-Programme einzubinden. Teil 0 wurde mittlerweile als Teil 10 Object Language Bindings (SQL/OLB) des Standards ISO/IEC 9075 der Datenbanksprache SQL übernommen. Die Teile 1 und 2 beschreiben den umgekehrten Weg, nämlich Java Klassen (Routines and Types) in SQL Statements anzusprechen. Teil 1 und 2 wurden als SQL Teil 13 SQL Routines and Types Using the Java Programming Language in SQL standardisiert.
Im Folgenden steht der Begriff SQLJ als Synonym für SQLJ Part 0.
Mit SQLJ ist Embedded SQL für Java definiert. Im Gegensatz dazu stellt JDBC eine API bereit.

## Format
Die eingebettete SQL-Anweisungen haben das folgende Format:
```
 
#sql [[<context>]] { <SQL-Anweisung> }
;
```

Sie beginnen mit der Zeichenfolge #sql, können mehrere Zeilen umfassen und enden mit einem Semikolon. Sie können Java-Variablen (:x) und Ausdrücke :(y + z) enthalten.

## Vor- und Nachteile
SQLJ bietet mehrere Vorteile:
- die Programmierung ist im Vergleich zu JDBC wesentlich einfacher, da SQLJ direkt auf Variablen des umgebenden Java-Codes zugreifen kann.
- im Falle von SQLJ für IBMs DB2 besteht eine bessere Authentifizierungskontrolle, da Benutzerrechte nicht auf Basis von Tabellen, sondern auf Basis von gebundenen SQLJ Profilen (Packages) geprüft werden, damit ist eine programmorientierte Berechtigung möglich.
- Der SQLJ Translator überprüft die Syntax und Semantik von SQL-Anweisungen. Es besteht so die Möglichkeit, die Anweisungen gegen das Datenbankschema zu prüfen, wobei SQL-Fehler frühzeitig entdeckt und behoben werden können. Im Gegensatz hierzu werden bei Verwendung von JDBC Fehler erst zur Laufzeit erkannt.

Nachteile sind:
- SQLJ-Programme müssen mittels eines Präprozessors in Java-Quelltext transformiert werden
- die SQLJ Syntax wird von vielen Entwicklungsumgebungen nicht erkannt
- SQLJ wird durch gängige Persistenz-Frameworks wie Hibernate nicht unterstützt
- Der Präprozessor versteht, Stand Anfang 2006, noch keine Elemente der Java-Syntax, die mit den Versionen 1.4 (assert) und 5.0 (Generische Typen, Extended For Loop u. a.) eingeführt wurden.
- Der Präprozessor lädt unter Umständen Klassen, von denen die zu übersetzende Klasse abhängt. Dadurch werden ggf. Klasseninitialisierer ausgeführt, was u. U. Nebenwirkungen auslöst oder die Übersetzungszeit verlängert.

## Beispiele und Vergleich mit JDBC
Die folgenden Beispiele vergleichen SQLJ-Syntax mit JDBC-Aufrufen:
| JDBC | SQLJ |
| --- | --- |
| Abfrage | |
| PreparedStatement stmt = conn.prepareStatement( "SELECT LASTNAME" + " , FIRSTNAME" + " , SALARY" + " FROM DSN8710.EMP" + " WHERE SALARY BETWEEN ? AND ?"); stmt.setBigDecimal(1, min); stmt.setBigDecimal(2, max); ResultSet rs = stmt.executeQuery(); while (rs.next()) { lastname = rs.getString(1); firstname = rs.getString(2); salary = rs.getBigDecimal(3); // Zeile drucken... } rs.close(); stmt.close(); | #sql private static iterator EmployeeIterator(String, String, BigDecimal); ... EmployeeIterator iter; #sql [ctx] iter = { SELECT LASTNAME , FIRSTNME , SALARY FROM DSN8710.EMP WHERE SALARY BETWEEN :min AND :max }; while (true) { #sql { FETCH :iter INTO :lastname, :firstname, :salary }; if (iter.endFetch()) break; // Zeile drucken... } iter.close(); |
| Abfrage, die genau eine Zeile liefert | |
| PreparedStatement stmt = conn.prepareStatement( "SELECT MAX(SALARY), AVG(SALARY)" + " FROM DSN8710.EMP"); rs = statement.executeQuery(); if (!rs.next()) { // Fehler -- nichts gefunden } maxSalary = rs.getBigDecimal(1); avgSalary = rs.getBigDecimal(2); if (rs.next()) { // Fehler -- mehr als ein Treffer } rs.close(); stmt.close();                                                                        | #sql [ctx] { SELECT MAX(SALARY), AVG(SALARY) INTO :maxSalary, :avgSalary FROM DSN8710.EMP }; |
| INSERT | |
| PreparedStatement stmt = conn.prepareStatement( "INSERT INTO DSN8710.EMP " + "(EMPNO, FIRSTNME, MIDINIT, LASTNAME, HIREDATE, SALARY) " + "VALUES (?, ?, ?, ?, CURRENT DATE, ?)"); stmt.setString(1, empno); stmt.setString(2, firstname); stmt.setString(3, midinit); stmt.setString(4, lastname); stmt.setBigDecimal(5, salary); stmt.executeUpdate(); stmt.close();                                             | #sql [ctx] { INSERT INTO DSN8710.EMP (EMPNO, FIRSTNME, MIDINIT, LASTNAME, HIREDATE, SALARY) VALUES (:empno, :firstname, :midinit, :lastname, CURRENT DATE, :salary) }; |